# Braggia uncompahgrensis
Braggia uncompahgrensis är en insektsart som beskrevs av Hottes 1950. Braggia uncompahgrensis ingår i släktet Braggia och familjen långrörsbladlöss. Inga underarter finns listade i Catalogue of Life.